# Campomanesia simulans

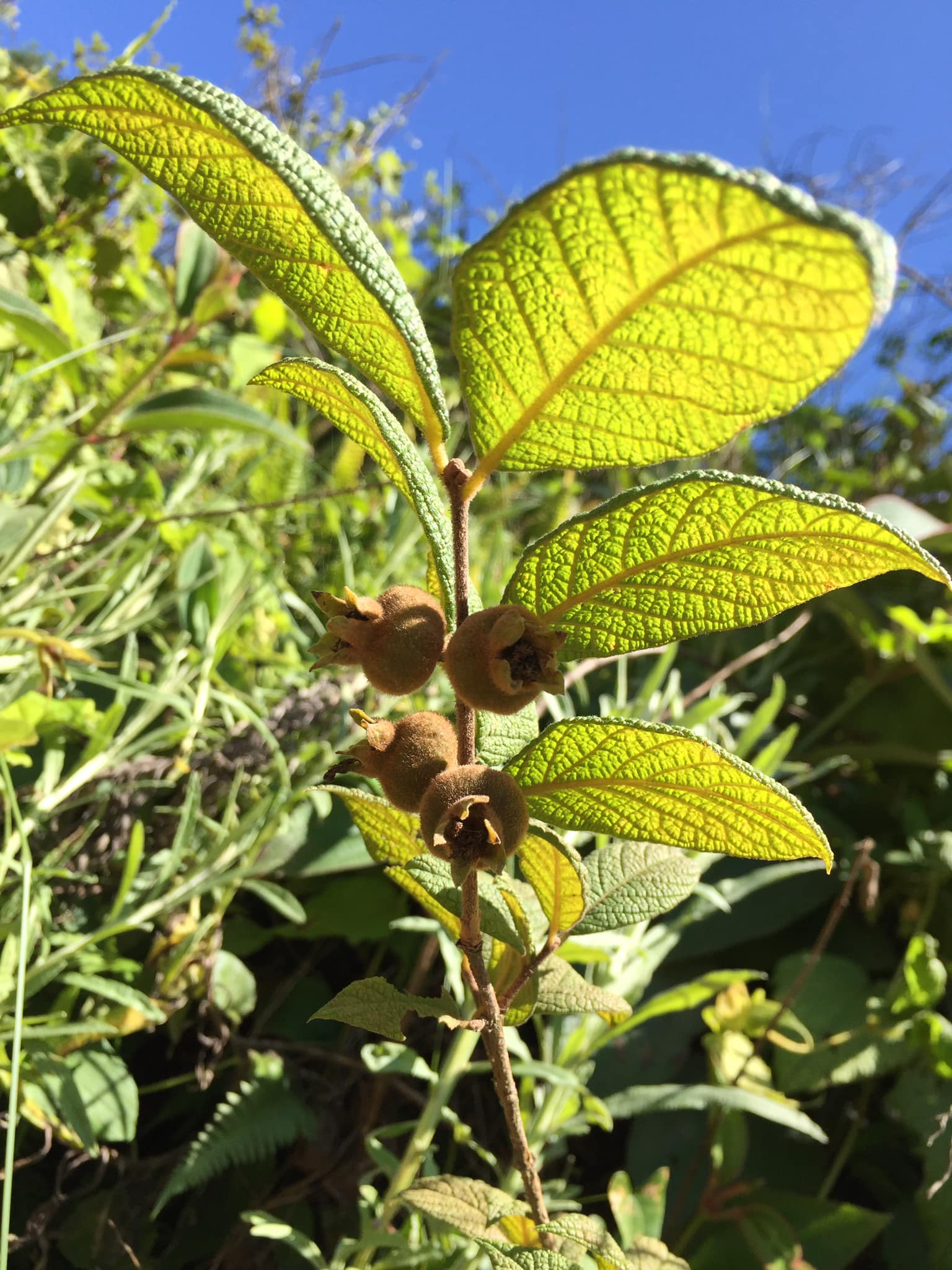
Simulans

Campomanesia simulans är en myrtenväxtart som beskrevs av Maria Lucia Kawasaki. Campomanesia simulans ingår i släktet Campomanesia och familjen myrtenväxter. Inga underarter finns listade i Catalogue of Life.